# Раковець (Сороцький район)
Раковець (рум. Racovăţ) — село в Молдові у Сороцькому районі. Утворює окрему комуну.